# カロリーネ・ルイーゼ・フォン・ヘッセン＝ダルムシュタット
カロリーネ・ルイーゼ・フォン・ヘッセン＝ダルムシュタット（ドイツ語: Karoline Luise von Hessen-Darmstadt, 1723年7月11日 - 1783年4月8日）は、バーデン＝ドゥルラハ辺境伯カール・フリードリヒ（1806年にバーデン大公）の妃。美術収集家であり、植物研究家でもあった。

## 生涯

### 生い立ち
カロリーネ・ルイーゼはヘッセン＝ダルムシュタット方伯ルートヴィヒ8世とハーナウ伯ヨハン・ラインハルト3世の娘で相続人でもあったシャルロッテ（1700年 - 1726年）の間に生まれた。母シャルロッテの死後、カロリーネ・ルイーゼとその姉妹はブクスヴィレールで父により注意深く育てられた。カロリーネ・ルイーゼとカンバーランド公ウィリアム・オーガスタスとの結婚は不首尾に終わった。また、自立した考えを持った才能のあるカロリーネ・ルイーゼはシュヴァルツブルク＝ルードルシュタット侯嗣子ヨハン・フリードリヒの求婚を拒否した。
1751年1月28日、ダルムシュタットにおいてカロリーネ・ルイーゼはバーデン＝ドゥルラハ辺境伯カール・フリードリヒと結婚した。カール・フリードリヒは1771年にバーデン＝バーデン辺境伯家が断絶した後は、全バーデン辺境伯領を統治した。

### バーデン辺境伯妃
カロリーネ・ルイーゼは、1715年に夫カール・フリードリヒの祖父カール3世ヴィルヘルムが建設したカールスルーエの居城において、人文科学および文化的な話題を通して自身の宮廷生活を形作った。カロリーネ・ルイーゼは5か国語を話すことができ、多くの分野の知識に精通していた。ヴォルテールの熱烈なファンであり、活発に文通をしていた。
カールスルーエの居城は帝国における知識と芸術の中心へと発展した。カロリーネ・ルイーゼのもとには、ヴォルテールだけでなくヨハン・ゴットフリート・ヘルダー、ヨハン・カスパー・ラヴァーター、ヨハン・ヴォルフガング・フォン・ゲーテ、フリードリヒ・ゴットリープ・クロプシュトック、クリストフ・ヴィリバルト・グルックおよびクリストフ・マルティン・ヴィーラントが客として訪れた。
カロリーネ・ルイーゼはハープシコード奏者としてバーデン辺境伯宮廷楽団の一員であり、夫妻はこの宮廷楽団を大きくし奨励した。また、優れた画家でもあり、赤チョークやパステルで描かれた絵が数多く保存されている。また、デンマーク王立美術院の一員でもあった。
カロリーネ・ルイーゼは特に自然科学を好み、植物学、動物学、物理学、薬学、鉱物学、地学および化学の分野でとりわけ活動した。ラヴァーターはゲーテへの手紙の中で、カロリーネ・ルイーゼのことを「バーデンの博識で頻繁に質問をする方」と呼んだ。カールスルーエ宮殿のカロリーネ・ルイーゼの居住空間には、物理や化学の実験を行うための実験室があった。
カール・フォン・リンネは、カロリーネ・ルイーゼをたたえてカイエンナッツにCarolinea prinzeps L.と名付けた（今日では観葉植物のパキラPachyra aquatica AUBL.として知られている）。カロリーネ・ルイーゼはリンネ式階層分類体系に従って詳細な植物図鑑を刊行することを計画したが、この事業は資金不足により実現しなかった。さらに、ハレの植物学者フリードリヒ・ヴィルヘルム・フォン・レイサー（Friedrich Wilhelm von Leysser）は、長年にわたりカロリーネ・ルイーゼのために公式に鉱物の収集を行っていた。また、カロリーネ・ルイーゼは個人的にズルツブルクのリースターガンクなどの鉱山を訪れていた。
カロリーネ・ルイーゼはライン川右岸にもっていた領地において、セイヨウアカネを栽培し、石鹸やろうそくの工場を経営するなどして利益をあげた。しかし1779年に階段から落ちた後は健康を害し、息子フリードリヒが同伴していたパリへの旅の最中に、カロリーネ・ルイーゼは心臓発作で死去した。
カロリーネ・ルイーゼの絵画および自然史のコレクションは、カールスルーエ州立美術館およびカールスルーエ州立自然博物館の基礎となった。

## 子女

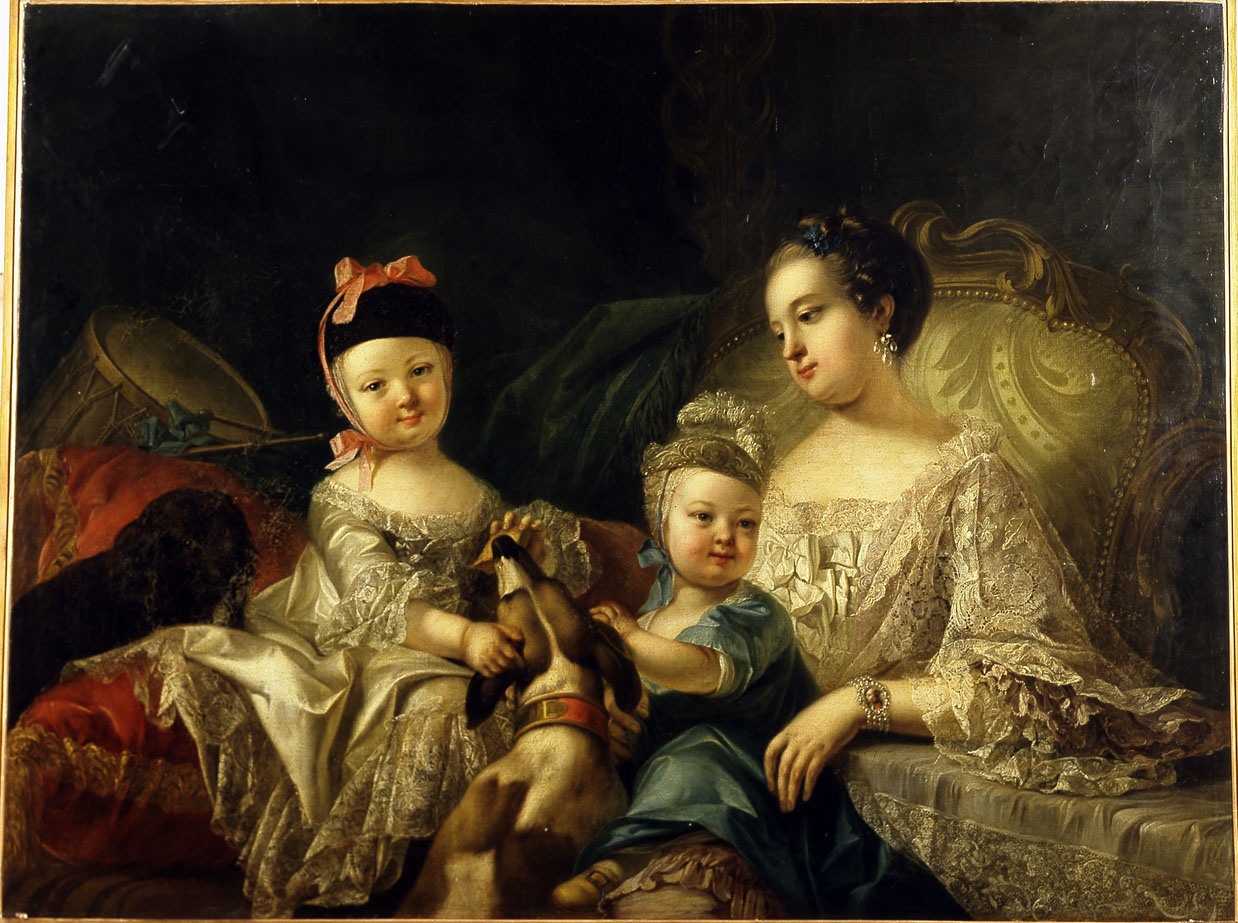
カロリーネ・ルイーゼおよび息子カール・ルートヴィヒとフリードリヒ

カロリーネ・ルイーぜは以下の子女を産み、自身で3人の息子達の教育を行った。
- カール（1755年 - 1801年） - 父親に先立ち死去。大公カールの父。
- フリードリヒ（1756年 - 1817年） - 1791年12月9日にルイーゼ・フォン・ナッサウ＝ウジンゲンと結婚
- ルートヴィヒ（1763年 - 1830年） - バーデン大公（1818年 - 1830年）
- 男児（1764年7月29日）
- ルイーゼ・アウグステ（1767年1月8日 - 1月11日）